# Manny Marc

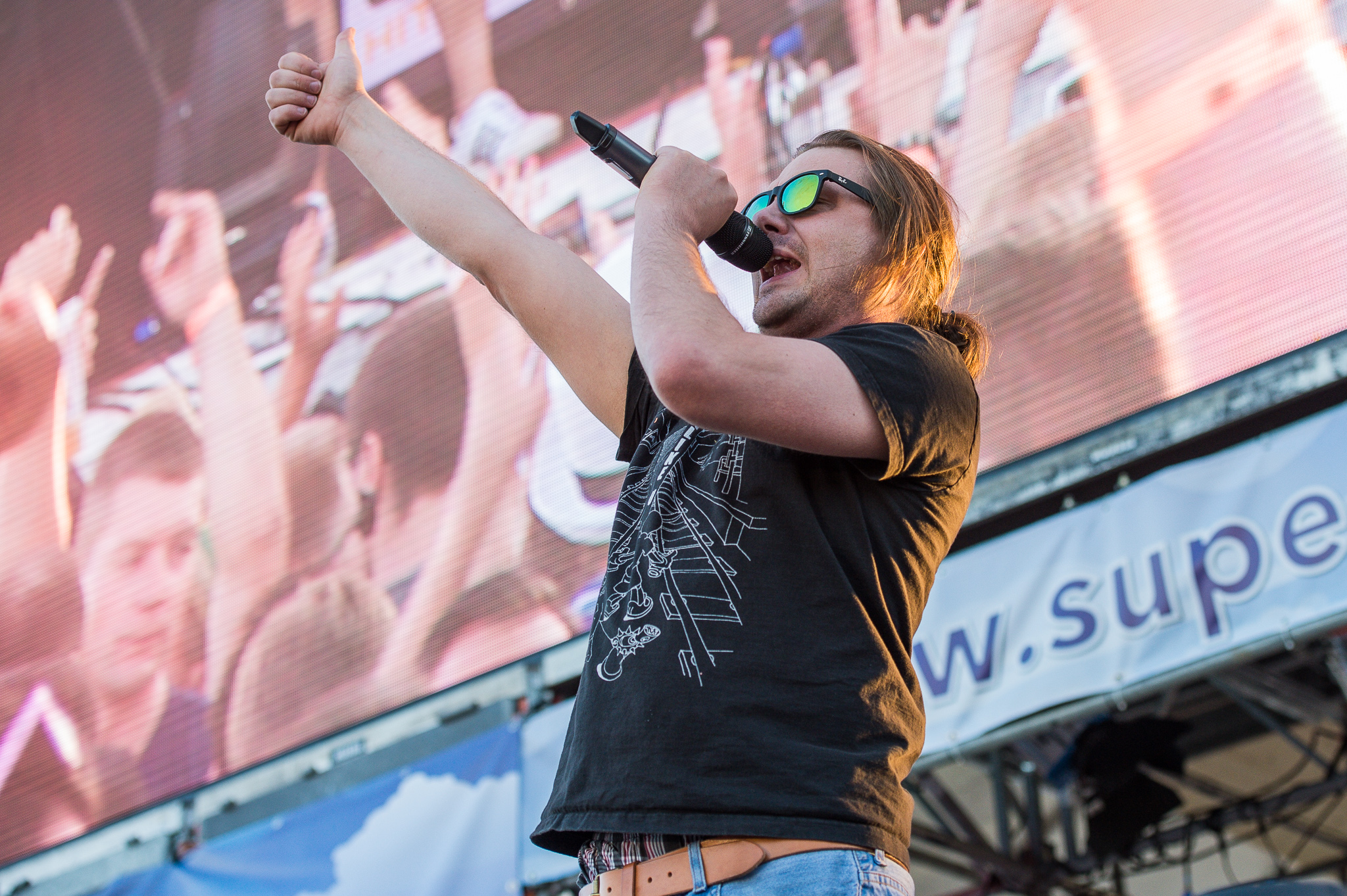
Manny Marc (2016)

Manny Marc (* 21. April 1980 in Berlin-Tempelhof; bürgerlich Marc Schneider) ist ein deutscher Musikproduzent, DJ und Rapper. Zu Beginn seiner Karriere schrieb er sich DJ Manny Markk, dann DJ Manny Marc und schließlich Manny Marc.

## Biografie

### Musikalische Anfänge
Er ist der DJ sowie Mitglied der Südberliner Rapgruppe Bass Crew, steht aber im künstlerischen Hintergrund der drei anderen Mitglieder Frauenarzt, MC Basstard und MC Bogy.
Manny Marc betont zwar, dass er kein Rapper sei, dennoch rappt er seit dem Album Berlin bleibt Untergrund auf vielen Tracks; zuvor hatte er seine Stimme meist roboterähnlich verzerrt. Für sein Pseudonym Freddy Krüger wurde seine Stimme ebenfalls bearbeitet.

### Karriere seit der Zusammenarbeit mit Frauenarzt als Die Atzen
Erste Zusammenarbeit zwischen Frauenarzt und dem damaligen DJ Manny Marc entstand bei der Gründung ihres Labels Bassboxxx 1997. Dieses wurde 2006 in Ghetto Musik und schließlich in Atzenmusik umbenannt.
Immer wieder erschienen Kollaborations-Singles unter dem Titel Frauenarzt & Manny Marc bis sie, seit der ersten erfolgreichen Single Florida Lady, unter dem Titel Die Atzen arbeiten. Diese wurde im September 2008 veröffentlicht.
2009 entwickelte sich das Lied Das geht ab! (Wir feiern die ganze Nacht) vom Album Atzen-Musik Vol. 1 zum Sommerhit in den Discos von Palma. Frauenarzt und Manny Marc reisten daher jeden Sonntag in die Disco Riu Palace, um ihren gemeinsamen Hit zu präsentieren. Das Lied erreichte in Deutschland Platz 8 der Single-Charts und konnte sich im gesamten deutschsprachigen Raum Europas hoch in den Top 100 platzieren.
Anfang 2010 erschien die nächste Single Disco Pogo von Frauenarzt und Manny Marc, wobei sie dabei nur noch mit ihrem Namen Die Atzen benannt wurden. Das Stück erreichte in der ersten Woche in den Charts Platz 12, stieg in der folgenden Woche sogar in die Top Ten auf Platz 6, womit die Single eine bessere Platzierung als Das geht ab! (Wir feiern die ganze Nacht) erreichen konnte. In den darauf folgenden Wochen stieg Disco Pogo sogar auf Platz 2.
Im August 2012 erschien die Single Feiern? Okay!, die von den Schweizer DJs DJ Antoine und Mad Mark gemixt wurde. Es war die zweite und letzte Single-Auskopplung aus dem Album.
Außerdem ist er in dem Song Was würde Manny Marc tun? von K.I.Z vertreten.

## Sonstiges
Vom 16. bis 19. Juli 2020 war Manny Marc Teil eines 72-stündigen Livestreams auf dem Twitch-Kanal von Jens „Knossi“ Knossalla. Am sogenannten „Angelcamp“ nahe Brandenburg an der Havel waren außer ihm und Knossalla noch Sido und Sascha Hellinger sowie diverse Gäste wie Kool Savas, Frauenarzt, Andreas Bourani und Pietro Lombardi beteiligt. Am ersten Tag knackte der Stream mit zeitweise rund 220.000 gleichzeitigen Zuschauern den deutschen Zuschauerrekord auf der Streaming-Plattform Twitch, der am Abend des dritten Tages sogar auf über 300.000 parallele Zuschauer ausgebaut wurde. Ein weiteres zweitägiges Livestream-Event fand in der gleichen vierköpfigen Besetzung unter dem Namen „Horrorcamp“ vom 30. Oktober bis 1. November 2020 in dem Lost Place Hotel Waldlust statt. Der deutsche Zuschauerrekord wurde bei diesem Event auf über 330.000 parallele Zuschauer ausgebaut.

## Diskografie
Studioalben

| Jahr | Titel              | Höchstplatzierung, Gesamtwochen, AuszeichnungChartplatzierungen (Jahr, Titel, Platzierungen, Wochen, Auszeichnungen, Anmerkungen) | Höchstplatzierung, Gesamtwochen, AuszeichnungChartplatzierungen (Jahr, Titel, Platzierungen, Wochen, Auszeichnungen, Anmerkungen) | Höchstplatzierung, Gesamtwochen, AuszeichnungChartplatzierungen (Jahr, Titel, Platzierungen, Wochen, Auszeichnungen, Anmerkungen) | Anmerkungen                                           |
| Jahr | Titel              | DE | AT | CH | Anmerkungen                                           |
| ---- | ------------------ | --- | --- | --- | ----------------------------------------------------- |
| 2008 | Atzen Musik Vol. 1 | DE86 (3 Wo.)DE | — | — | Erstveröffentlichung: 10. Oktober 2008 mit Frauenarzt |
| 2010 | Atzen Musik Vol. 2 | DE5 Gold · (27 Wo.)DE | AT10 (21 Wo.)AT | CH48 (6 Wo.)CH | Erstveröffentlichung: 26. Februar 2010 mit Frauenarzt |
| 2011 | Party Chaos        | DE15 (7 Wo.)DE | AT35 (6 Wo.)AT | CH37 (6 Wo.)CH | Erstveröffentlichung: 18. Mai 2011 mit Frauenarzt     |
| 2012 | Atzen Musik Vol. 3 | DE16 (3 Wo.)DE | — | CH73 (1 Wo.)CH | Erstveröffentlichung: 18. Mai 2012 mit Frauenarzt     |

## Auszeichnungen
Bravo Otto
- 2010: in der Kategorie Super Band